# Турстан, Виолетта
Виолетта Турстан (англ. Violetta Thurstan; 4 февраля 1879, Гастингс — 13 апреля 1978, Пенрин) — английская медсестра, участница многих войн и вооружённых конфликтов, писательница.

## Биография
Дочь врача. В детстве её семья много раз переезжала с места на место. Воспитывалась в немецкой католической школе и Дамском колледже (Гернси, Нормандские острова). Прошла профессиональную подготовку неотложной медицинской помощи в Королевской лондонской больнице.
С 1905 по 1914 год работала в Бристольском королевском лазарете. Самостоятельно занималась языками, изучала историю и географию. Хорошо владела четырьмя языками, могла разговаривать ещё на четырёх, включая арабский язык. Сдала экзамены в Сент-Эндрюсском университете.
С 1913 года сотрудник Британского Красного Креста. Участница Первой мировой войны с августа 1914 года. Руководила группой медсестер в госпитале в Шарлеруа (Бельгия). Вскоре, была взята в плен немцами. Немецкая армия, оккупировав город, приказала всем британским медсестрам выехать и отправила её в Копенгаген под вооружённым конвоем.
Оттуда В. Турстан отправилась через Швецию и Финляндию в Россию, где присоединилась к летнему наступлению в составе передвижной медицинской части («Всероссийский земский союз помощи больным и раненым воинам, состоящий под покровительством Ея Императорского Высочества Великой Княгини Елизаветы Федоровны») Всероссийского земского союза во главе с князем П. М. Волконским. С госпиталем она занималась ранеными в Лодзи после её бомбардировки, затем — в Варшаве и окрестностях. Сама была ранена осколками, заболела плевритом.
Во время выздоровления в Англии В. Турстан читала лекции в разных городах о своих впечатлениях на полях сражений. Занялась литературным творчеством. В конце 1915 года вернулась в Россию, и занялась поддержкой беженцев в районах Восточного фронта. В конце 1916 года назначена руководителем больницы в Де-Панне, недалеко от бельгийской линии фронта. В конце войны в такой же должности — госпиталем в Македонии на Салоникском фронте. После вновь заболела. Позже до сентября 1919 года — на административной должности в Женских ВВС Великобритании.
В 1923 году была назначена директором бедуинского промысла в лагерях беженцев в Ливийской пустыне. Была комендантом арабских лагерей беженцев в Египте. Газеты утверждали, что она первая европейская женщина, которая провела ночь на берегу Красного моря. В той же газете говорилось, что ни одна европейская женщина никогда ещё не была так далеко в пустыне.
С 1937 года принимала участие в Гражданской войне в Испании, кроме медицинской помощи, оказывала содействие в освобождении пленных в г. Альмерия.
Во время Второй мировой войны служила в Женской вспомогательной службе ВМС Великобритании. Её языковые навыки были использованы военно-морской разведкой, она высаживалась на иностранные корабли в поисках контрабанды.
в 1945 году участвовала в послевоенной католической программе помощи. Работала с перемещенными лицами и военнопленными в Италии, Египте и Австрии, помогала эвакуировать и расселять детей. Затем проделала аналогичную работу в составе Союзной комиссии в Австрии в 1946—1948 годах. Была отмечена Папой Пием XII.

## Награды
- Воинская медаль (Великобритания)
- Звезда 1914 года (Великобритания)
- Георгиевский крест 4 степени (Российская империя)
- Орден Святого Саввы (Королевство Сербия)
- Медаль королевы Елизаветы (Бельгия)
- Почётный член Королевского географического общества

## Избранные произведения
- Field Hospital and Flying Column,
- The People who Run: the Tragedy of the Refugees in Russia,
- A text book of war nursing (1917),
- The Hounds of War Unleashed,
- Stormy Petrel, (1964)
- The Foolish Virgin, (1966)